# كونشرتو البيانو (ماسينيت)

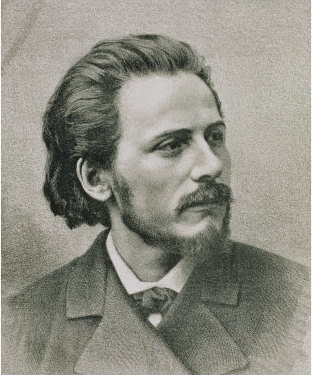
جول ماسينيت

كونشرتو البيانو لجول ماسينيت هو عمل يعود إلى عام 1902 للبيانو المنفرد والأوركسترا.تم تسجيله لمجموعة ذات حجم نموذجي في ذلك الوقت. تم أداء الكونشيرتو في عام 1903على يد لويس ديمر في كونسرفتوار باريس.بعد العرض الأول سرعان ماأصبح غامضًا ونادرًا ما يُسمع اليوم.

## روابط خارجية
- Piano Concerto in E-flat major: Scores at the International Music Score Library Project
- Massenet's Piano Concerto, released on Hyperion Records
- Recording by Maryelene Dosse with Siegfried Landau and the Westphalian Symphony Orchestra
- Live performance of the Concerto
- Fifield، Christopher. "The Romantic Piano Concerto, volume 15". MusicWeb International. مؤرشف من الأصل في 2023-02-07. اطلع عليه بتاريخ 2013-10-30.